# Ailleurs land
Albums de Florent Pagny
2
(2001) Été 2003 à l'Olympia
(2003)
Singles
1. Ma liberté de penser
Sortie : mars 2003
2. Je trace
Sortie : juillet 2003
3. Demandez à mon cheval (promo)
Sortie : 2003
4. Ailleurs Land (promo)
Sortie : 2003
5. Le Feu à la peau (promo)
Sortie : 2003

Ailleurs land est le 8e album studio de Florent Pagny et son 10e album discographique, sorti le 8 avril 2003 chez Mercury France, sous la direction artistique de Bertrand Lamblot.
Enregistré en Patagonie (pour les voix) où Pagny a élu domicile, cet album est précédé d'une polémique à propos du premier single qui en est extrait : Ma liberté de penser. Son auteur, Lionel Florence y énumère tout ce que le fisc peut saisir, c'est-à-dire tout, sauf sa liberté de penser. Néanmoins, la chanson est un succès immédiat.
Comme d'habitude depuis Savoir aimer, Pagny s'entoure d'auteurs et de compositeurs de renom. Les anciens Obispo (Ailleurs Land, Ma liberté de penser et Demandez à mon cheval), Calogero (Je trace), Florence sont rejoints par un grand nombre de nouveaux. Parmi eux, le chanteur canadien Daniel Lavoie pour Le feu à la peau, le compositeur français Alain Lanty pour Je parle même pas d'amour, l'actrice française Sandrine Kiberlain pour Sur mesure et surtout Daran, qui signe 4 chansons.
Après Ma liberté de penser, c'est Je trace qui sort en single. Il remporte un succès moindre, peut-être en raison de la crise du disque, ce qui entraîne l'annulation des sorties de Demandez à mon cheval et Ailleurs land. Toutefois, ils seront envoyés aux radios.
Contrairement aux albums précédents, cet album sera soutenu par une très grosse promotion. Le chanteur multiplie ainsi les émissions à la télévision et à la radio et organise même des séances de dédicaces. Il sera suivi d'une tournée, qui passera notamment par l'Olympia (et qui fera l'objet d'un album live et d'un DVD) et par Bercy.
L'album est un de ses plus grands succès. En France, il est certifié disque de diamant (1 million d'exemplaires vendus). Il restera 75 semaines au classement du SNEP dont sept semaines en première position. Ma liberté de penser sera également nommée aux 19e Victoires de la musique dans la catégorie "chanson originale de l'année", remportée par Mickey 3D.

## Liste des titres
| 1.    | Je trace                       | Lionel Florence    | Calogero, Gioacchino Maurici | 3:23 |
| 2.    | Ailleurs land                  | Pierre-Yves Lebert | Pascal Obispo                | 3:54 |
| 3.    | Ma liberté de penser           | Lionel Florence    | Pascal Obispo                | 3:24 |
| 4.    | Je parle même pas d'amour      | Pierre Grillet     | Alain Lanty                  | 4:26 |
| 5.    | La Folie d'un ange             | Alana Filippi      | Daran                        | 3:12 |
| 6.    | Le Feu à la peau               | Brice Homs         | Daniel Lavoie                | 4:27 |
| 7.    | Sauf toi                       | Frédéric Brun      | Nicolas Richard              | 3:10 |
| 8.    | Demandez à mon cheval          | Pierre-Yves Lebert | Asdorve, Pascal Obispo       | 4:06 |
| 9.    | Mon amour oublie que je l'aime | Jérôme Attal       | Daran                        | 4:15 |
| 10.   | Guérir                         | Lionel Florence    | Daran                        | 4:47 |
| 11.   | Sur mesure                     | Sandrine Kiberlain | Daran                        | 4:53 |
| 43:57 |                                |                    |                              |      |

Un deuxième CD a été ajouté dans une édition limitée sortie en 2003, reprenant une version en public, enregistrée à l'Olympia), des titres suivants.
| No | Titre                          | Auteur                        | Durée |
| -- | ------------------------------ | ----------------------------- | ----- |
| 1. | Est-ce que tu me suis ?        | Sam Brewski                   |       |
| 2. | Je parle même pas d'amour      | Pierre Grillet/Alain Lanty    |       |
| 3. | Mon amour oublie que je l'aime | Jérôme Attal/Daran            |       |
| 4. | Ma liberté de penser           | Lionel Florence/Pascal Obispo |       |
| 5. | Savoir aimer                   | Lionel Florence/Pascal Obispo |       |

Cette édition précède la sortie de l'album live, Été 2003 à l'Olympia, dont le CD ne reprendra que trois de ces titres.